# Esteban de Ávila
Esteban de Ávila (Ávila, 1549 - Lima, 14 de abril de 1601), también conocido como Estéban Dávila,  fue un teólogo jesuita español.
Estudió en el Colegio jesuita de Ávila. Ingresó en la Compañía de Jesús en sus inicios. Trasladado a Perú en 1578 o 1579, fue nombrado profesor de Teología en la Universidad de San Marcos. Está «considerado en el número de los más esclarecidos doctores de San Marcos» (Torres Saldamando, 1882).
Murió el 14 de abril de 1601 y fue sepultado en el Colegio Máximo de San Pablo de Lima.

## Obras
- De Censvris Ecclesiasticis Tractatvs Per Stephanvm de Avila Abulensem Presbyterum Societatis Iesv [...], 1607.[2]
- Tratado de domicilio, Madrid, 1609.[3]
- Compendvm Summae seu Manualis Doct. Navarri in ordinem alphabeti redactum [...], 1609.[2][1]